# Elezioni comunali in Veneto del 2004
Il 12 e 13 giugno 2004 (con ballottaggio il 27 e 28 giugno) in Veneto si tennero le elezioni per il rinnovo di numerosi consigli comunali. 

## Venezia

### Cavarzere
| Candidati e Liste                       | Voti   | %      | Seggi |
| --------------------------------------- | ------ | ------ | ----- |
| Tiziana Mattiazzi                       | 4.049  | 39,87  | -     |
| Democratici di Sinistra                 | 1.999  | 22,25  | 6     |
| Rifondazione Comunista                  | 735    | 8,18   | 2     |
| La Margherita                           | 734    | 8,17   | 2     |
| Socialisti Democratici Italiani         | 168    | 1,87   | -     |
| Roberta Crepaldi                        | 3.619  | 35,63  | 1     |
| Forza Italia                            | 1.394  | 15,52  | 3     |
| Unione di Centro                        | 588    | 6,55   | 1     |
| Cambiare Cavarzere                      | 571    | 6,36   | 1     |
| Alleanza Nazionale                      | 447    | 4,98   | -     |
| Nuovo PSI                               | 291    | 3,24   | -     |
| Ernesto Sartori                         | 1.570  | 15,46  | 1     |
| Cavarzere Solidarietà Sviluppo Ambiente | 636    | 7,08   | 1     |
| Elezione per la Svolta                  | 566    | 6,30   | -     |
| Marco Cecconello                        | 524    | 5,16   | 1     |
| Lega Nord                               | 489    | 5,44   | -     |
| Alcide Crepaldi                         | 394    | 3,88   | 1     |
| Democratici Cristiani Cavarzerani       | 365    | 4,06   | -     |
| Totale alle liste                       | 8.983  | 100,00 | 16    |
| TOTALE                                  | 10.156 | 100,00 | 20    |

### Portogruaro
| Candidati e Liste                            | Voti   | %      | Seggi |
| -------------------------------------------- | ------ | ------ | ----- |
| Antonio Bertoncello                          | 7.498  | 49,05  | -     |
| Portogruaro che Vogliamo                     | 4.047  | 29,27  | 8     |
| Socialisti Democratici Italiani              | 1.455  | 10,52  | 3     |
| Rifondazione Comunista-Federazione dei Verdi | 959    | 6,94   | 1     |
| Partito Pensionati                           | 265    | 1,92   | -     |
| Renzo Mazzon                                 | 6.427  | 42,02  | 1     |
| Forza Italia                                 | 2.730  | 19,74  | 3     |
| Alleanza Nazionale                           | 1.891  | 13,68  | 2     |
| Porto Viva                                   | 1.334  | 9,65   | 1     |
| Daniele Stival                               | 1.166  | 7,62   | 1     |
| Lega Nord                                    | 820    | 5,93   | -     |
| Uniti per Portogruaro                        | 164    | 1,19   | -     |
| Armando Dreon                                | 205    | 1,34   | -     |
| Forza Porto                                  | 163    | 1,18   | -     |
| Totale alle liste                            | 13.828 | 100,00 | 18    |
| TOTALE                                       | 15.296 | 100,00 | 20    |

### Scorzè
| Candidati e Liste                   | Voti   | %      | Seggi |
| ----------------------------------- | ------ | ------ | ----- |
| Clara Caverzan                      | 2.911  | 25,70  | -     |
| Forza Italia                        | 1.585  | 15,24  | 4     |
| Unione di Centro                    | 864    | 8,31   | 2     |
| La Scorzè che Vogliamo              | 302    | 2,90   | -     |
| Romano Centomo                      | 5.098  | 45,00  | 1     |
| La Margherita                       | 1.607  | 15,45  | 3     |
| Democratici di Sinistra             | 870    | 8,36   | 2     |
| Nuova Democrazia Autonomia Veneta   | 839    | 8,07   | 1     |
| Progetto Comune                     | 526    | 5,06   | 1     |
| Forum Sociale di Scorzè per la Pace | 363    | 3,49   | -     |
| Italia dei Valori                   | 306    | 2,94   | -     |
| Socialisti Democratici Italiani     | 118    | 1,13   | -     |
| Sabina Fabi                         | 1.351  | 11,93  | 1     |
| Lega Nord                           | 1.252  | 12,04  | 2     |
| Arianna Benussi                     | 727    | 6,42   | 1     |
| Futura-Lista Civica Comitati        | 374    | 3,60   | -     |
| Natalino Salvati                    | 623    | 5,50   | 1     |
| Alleanza Nazionale                  | 570    | 5,48   | -     |
| Stefano Tosatto                     | 456    | 4,03   | 1     |
| Intesa                              | 374    | 3,60   | -     |
| Artemio Pesce                       | 163    | 1,44   | -     |
| Movimento Sociale Fiamma Tricolore  | 144    | 1,38   | -     |
| Totale alle liste                   | 10.401 | 100,00 | 15    |
| TOTALE                              | 11.329 | 100,00 | 20    |

### Spinea
| Candidati e Liste               | Voti   | %      | Seggi |
| ------------------------------- | ------ | ------ | ----- |
| Claudio Tessari                 | 6.478  | 42,81  | -     |
| Lista Claudio Tessari           | 3.463  | 24,42  | 7     |
| Forza Italia                    | 2.133  | 15,04  | 4     |
| Uniti per Spinea                | 707    | 4,98   | 1     |
| Piercarlo Signorelli            | 6.993  | 43,70  | 1     |
| Democratici di Sinistra         | 3.145  | 22,17  | 5     |
| La Margherita                   | 1.167  | 8,23   | 1     |
| Rifondazione Comunista          | 645    | 4,55   | 1     |
| CS6                             | 434    | 3,06   | -     |
| Italia dei Valori               | 391    | 2,76   | -     |
| Socialisti Democratici Italiani | 313    | 2,21   | -     |
| Comunisti Italiani              | 233    | 1,64   | -     |
| Mauro Armelao                   | 661    | 4,13   | -     |
| Alleanza Nazionale              | 622    | 4,39   | -     |
| Roberto Lazzarin                | 585    | 3,66   | -     |
| Lega Nord                       | 562    | 3,96   | -     |
| Amedeo Missiaia                 | 382    | 2,39   | -     |
| Lista Robin Hood                | 368    | 2,59   | -     |
| Totale alle liste               | 14.183 | 100,00 | 19    |
| TOTALE                          | 16.001 | 100,00 | 20    |

## Padova

### Padova
| Candidati e Liste                            | Voti    | %      | Seggi |
| -------------------------------------------- | ------- | ------ | ----- |
| Flavio Zanonato                              | 67.682  | 51,88  | -     |
| Democratici di Sinistra                      | 18.845  | 16,01  | 8     |
| Socialisti Democratici Italiani              | 14.981  | 12,72  | 7     |
| La Margherita                                | 13.811  | 11,73  | 6     |
| Federazione dei Verdi                        | 4.027   | 3,42   | 1     |
| Rifondazione Comunista                       | 3.006   | 2,55   | 1     |
| Padova per Padova                            | 2.200   | 1,87   | 1     |
| Lista Di Pietro - Occhetto                   | 1.879   | 1,60   | -     |
| Comunisti Italiani                           | 1.063   | 0,90   | -     |
| Udeur                                        | 314     | 0,27   | -     |
| Giustina Mistrello Destro                    | 43.846  | 33,61  | 1     |
| Forza Italia                                 | 27.577  | 23,42  | 9     |
| Alleanza Nazionale                           | 8.472   | 7,20   | 2     |
| Unione dei Democratici Cristiani e di Centro | 4.068   | 3,46   | 1     |
| La Voce del Cittadino                        | 474     | 0,40   | -     |
| Luigi Zanesco                                | 6.996   | 5,36   | 1     |
| Lista Zanesco Padova Positiva                | 6.024   | 5,12   | 1     |
| Luciano Gasperini                            | 5.619   | 4,31   | 1     |
| Lega Nord                                    | 5.337   | 4,53   | -     |
| Paolo Alvigini                               | 1.748   | 1,34   | -     |
| Nuovo PSI                                    | 964     | 0,82   | -     |
| PRI - I Liberal Sgarbi                       | 532     | 0,45   | -     |
| Paolo Caratossidis                           | 724     | 0,55   | -     |
| Alternativa Sociale                          | 658     | 0,56   | -     |
| Vittorio Aliprandi                           | 683     | 0,52   | -     |
| Insieme per il Parco                         | 631     | 0,54   | -     |
| Gianfranco Destro                            | 646     | 0,50   | -     |
| Città Futura                                 | 544     | 0,46   | -     |
| Giorgio Vido                                 | 619     | 0,47   | -     |
| Regione Veneto a Statuto Speciale            | 579     | 0,49   | -     |
| Bruno Cesaro                                 | 537     | 0,41   | -     |
| Fiamma Tricolore                             | 489     | 0,42   | -     |
| Adolfo Cappelli                              | 484     | 0,37   | -     |
| Vivere Padova                                | 439     | 0,37   | -     |
| Roberto Rovoletto                            | 468     | 0,36   | -     |
| Patto Segni-Scognamiglio                     | 455     | 0,39   | -     |
| Vincenzo Quagliato                           | 243     | 0,19   | -     |
| Movimento Triveneto                          | 234     | 0,20   | -     |
| Ivan Rettore                                 | 159     | 0,12   | -     |
| Partito Umanista                             | 137     | 0,12   | -     |
| Totale alle liste                            | 117.740 | 100,00 | 37    |
| TOTALE                                       | 130.454 | 100,00 | 40    |

### Monselice
| Candidati e Liste                 | Voti   | %      | Seggi |
| --------------------------------- | ------ | ------ | ----- |
| Fabio Conte                       | 4.251  | 36,15  | -     |
| Forza Italia                      | 1.586  | 15,57  | 4     |
| Unione di Centro                  | 1.425  | 13,99  | 4     |
| Fina                              | 331    | 3,25   | 1     |
| Monselice Libera per Conte        | 326    | 3,20   | 1     |
| Insieme per Monselice             | 122    | 1,20   | -     |
| Francesco Corso                   | 4.250  | 36,15  | 1     |
| Democratici di Sinistra           | 1.437  | 14,11  | 2     |
| La Margherita                     | 864    | 8,48   | 1     |
| Per Monselice Gruppo Civico       | 729    | 7,16   | 1     |
| Federazione dei Verdi-Altri       | 589    | 5,78   | 1     |
| Andrea Augusto Tasinato           | 1.623  | 13,80  | 1     |
| Alleanza Nazionale                | 660    | 6,48   | -     |
| Iniziativa Popolare per Monselice | 391    | 3,84   | -     |
| Giovani per Monselice             | 197    | 1,93   | -     |
| Patto Segni-Scognamiglio          | 143    | 1,40   | -     |
| Giovanni Belluco                  | 792    | 6,74   | 1     |
| Partecipazione Popolare           | 421    | 4,13   | 1     |
| UDEUR                             | 193    | 1,89   | -     |
| Beppino Zerbetto                  | 564    | 4,80   | 1     |
| Lega Nord                         | 525    | 5,15   | -     |
| Riccardo Ghidotti                 | 278    | 2,36   | -     |
| Monselice Civica                  | 248    | 2,43   | -     |
| Totale alle liste                 | 10.187 | 100,00 | 16    |
| TOTALE                            | 11.461 | 100,00 | 20    |

### Piove di Sacco
| Candidati e Liste                                         | Voti   | %      | Seggi |
| --------------------------------------------------------- | ------ | ------ | ----- |
| Mario Crosta                                              | 5.477  | 46,47  | -     |
| Democratici di Sinistra                                   | 1.757  | 16,43  | 5     |
| La Margherita                                             | 1.620  | 15,15  | 5     |
| Lista per Corte                                           | 739    | 6,91   | 2     |
| Rifondazione Comunista                                    | 293    | 2,74   | -     |
| Federazione dei Verdi-Un'Altra Piove di Sacco è Possibile | 213    | 1,99   | -     |
| Lista Di Pietro - Occhetto                                | 210    | 1,96   | -     |
| Socialisti Democratici Italiani                           | 246    | 2,52   | -     |
| Federazione dei Verdi                                     | 30     | 0,28   | -     |
| Carlo Valerio                                             | 3.860  | 32,75  | 1     |
| Forza Italia                                              | 2.237  | 20,92  | 3     |
| Alleanza Nazionale                                        | 887    | 8,29   | 1     |
| Unione di Centro                                          | 453    | 4,24   | 1     |
| Francesco Boran                                           | 990    | 8,40   | 1     |
| Tutti per Piove Piove per Tutti                           | 886    | 8,29   | -     |
| Ermes Siorini                                             | 961    | 8,15   | 1     |
| Lega Nord                                                 | 895    | 8,37   | -     |
| Leopoldo Carraro                                          | 382    | 3,24   | -     |
| Progetto Saccisca                                         | 364    | 3,40   | -     |
| Floriano Callegaro                                        | 116    | 0,98   | -     |
| Nuovo PSI                                                 | 110    | 1,03   | -     |
| Totale alle liste                                         | 10.694 | 100,00 | 17    |
| TOTALE                                                    | 11.786 | 100,00 | 20    |

### Selvazzano Dentro
| Candidati e Liste          | Voti   | %      | Seggi |
| -------------------------- | ------ | ------ | ----- |
| Paolo Fortin               | 5.866  | 43,87  | -     |
| Democratici di Sinistra    | 2.698  | 22,90  | 7     |
| La Margherita              | 1.076  | 9,13   | 3     |
| Vivere Selvazzano          | 756    | 6,42   | 2     |
| Federazione dei Verdi      | 355    | 3,01   | -     |
| Lista Di Pietro - Occhetto | 201    | 1,71   | -     |
| Bianca Beghin              | 4.400  | 32,90  | 1     |
| Forza Italia               | 2.392  | 20,30  | 3     |
| Alleanza Nazionale         | 1.219  | 10,35  | 2     |
| Unione di Centro           | 421    | 3,57   | -     |
| Gino Borella               | 1.509  | 11,28  | 1     |
| Progetto per Selvazzano    | 1.325  | 11,25  | -     |
| Bruno Saponaro             | 749    | 5,60   | -     |
| Selvazzano Nuova           | 310    | 2,63   | -     |
| Fuori dal Coro             | 255    | 2,16   | -     |
| Giorgio Zoppello           | 682    | 5,10   | 1     |
| Lega Nord                  | 625    | 5,30   | -     |
| Dino Lanza                 | 166    | 1,24   | -     |
| Rinnovamento               | 149    | 1,26   | -     |
| Totale alle liste          | 11.782 | 100,00 | 17    |
| TOTALE                     | 13.372 | 100,00 | 20    |

## Rovigo

### Adria
| Candidati e Liste               | Voti   | %      | Seggi |
| ------------------------------- | ------ | ------ | ----- |
| Antonio Lodo                    | 8.460  | 59,90  | -     |
| Democratici di Sinistra         | 3.147  | 23,90  | 6     |
| La Margherita                   | 1.695  | 12,87  | 3     |
| Socialisti Democratici Italiani | 1.230  | 9,34   | 2     |
| Rifondazione Comunista          | 956    | 7,26   | 1     |
| Progetto Nuovo                  | 596    | 4,53   | 1     |
| Italia dei Valori               | 239    | 1,81   | -     |
| Claudio Zanforlin               | 4.660  | 33,00  | 1     |
| Forza Italia                    | 2.550  | 19,36  | 4     |
| Alleanza Nazionale              | 747    | 5,67   | 1     |
| Unione di Centro                | 715    | 5,43   | 1     |
| Nuovo PSI                       | 346    | 2,63   | -     |
| Guido Mario Zecchin             | 551    | 3,90   | -     |
| Lega Nord                       | 541    | 4,11   | -     |
| Adriana Migliorini              | 452    | 3,20   | -     |
| Risvegli                        | 407    | 3,09   | -     |
| Totale alle liste               | 13.169 | 100,00 | 19    |
| TOTALE                          | 14.123 | 100,00 | 20    |

### Occhiobello
|                               | Gigliola Natali ✔️ Sindaco | Lista civica     | 4 760 | 67,82 | 11 |  |  |  |  |
|                               | Dallagà Michele            | Lista civica     | 1 345 | 19,16 | 3  |  |  |  |  |
|                               | Sauro Buoso                | Lega Nord        | 527   | 7,51  | 1  |  |  |  |  |
|                               | Kuwornu Perviss Kwame      | Unione di Centro | 387   | 5,51  | 1  |  |  |  |  |
| Totale                        | Totale                     |                  | 7 019 | 100   | 16 |  |  |  |  |
|                               |                            |                  |       |       |    |  |  |  |  |
| Fonte: Ministero dell'interno |                            |                  |       |       |    |  |  |  |  |

## Treviso

### Paese
| Candidati e Liste         | Voti   | %      | Seggi |
| ------------------------- | ------ | ------ | ----- |
| Valerio Mardegan          | 4.930  | 40,94  | -     |
| Uniti per Cambiare        | 2.333  | 23,86  | 8     |
| Con Voi al Centro         | 918    | 9,39   | 3     |
| Sviluppo e Lavoro         | 556    | 5,69   | 1     |
| Maurizio Severin          | 4.360  | 36,20  | 1     |
| Lega Nord                 | 2.442  | 24,98  | 4     |
| Forza Marca               | 764    | 7,81   | 1     |
| Liberi e Forti            | 440    | 4,50   | -     |
| Martino De Marchi         | 1.887  | 15,67  | 1     |
| Forza Italia              | 1.280  | 13,09  | 1     |
| Liga dei Veneti per Paese | 296    | 3,03   | -     |
| Corrado Biscaro           | 479    | 3,98   | -     |
| Insieme per Paese         | 411    | 4,20   | -     |
| Duilio Vendramin          | 387    | 3,21   | -     |
| Alleanza Nazionale        | 337    | 3,45   | -     |
| Totale alle liste         | 9.777  | 100,00 | 18    |
| TOTALE                    | 12.043 | 100,00 | 20    |

### Vittorio Veneto
| Candidati e Liste             | Voti   | %      | Seggi |
| ----------------------------- | ------ | ------ | ----- |
| Giancarlo Scottà              | 6.845  | 38,58  | -     |
| Scottà Sindaco                | 2.427  | 15,62  | 5     |
| Lega Nord                     | 2.118  | 13,63  | 5     |
| Vittorio Nuova                | 835    | 5,37   | 2     |
| Forza Marca                   | 260    | 1,67   | -     |
| Enzo Pavan                    | 7.128  | 40,17  | 1     |
| Democratici di Sinistra       | 2.052  | 13,21  | 2     |
| Lista Pavan per Vittorio      | 1.897  | 12,21  | 2     |
| La Margherita                 | 891    | 5,73   | 1     |
| Giovani per Vittorio          | 508    | 3,27   | -     |
| Rifondazione Comunista        | 454    | 2,92   | -     |
| Comunisti Italiani            | 277    | 1,78   | -     |
| Verdi Ecologia e Non Violenza | 243    | 1,56   | -     |
| Veneti per Vittorio           | 168    | 1,08   | -     |
| Michele Toffoli               | 1.393  | 7,85   | 1     |
| Forza Italia                  | 913    | 5,88   | -     |
| La Tua Vittorio               | 271    | 1,74   | -     |
| Lista Civica                  | 182    | 1,17   | -     |
| Fabio Garoffolo               | 1.316  | 7,42   | 1     |
| Unione di Centro              | 755    | 4,86   | -     |
| Alleanza Nazionale            | 413    | 2,66   | -     |
| Flavio Franco                 | 589    | 3,32   | -     |
| Acropolis                     | 496    | 3,19   | -     |
| Fiorenzo Posocco              | 473    | 2,67   | -     |
| Lista Di Pietro - Occhetto    | 377    | 2,43   | -     |
| Totale alle liste             | 15.537 | 100,00 | 17    |
| TOTALE                        | 17.744 | 100,00 | 20    |

## Verona

### Legnago
| Candidati e Liste                                                                     | Voti   | %      | Seggi |
| ------------------------------------------------------------------------------------- | ------ | ------ | ----- |
| Silvio Gandini                                                                        | 8.759  | 55,62  | -     |
| Legnago Viva-Legnago Solidale                                                         | 8.170  | 54,96  | 12    |
| Alberto Disperati                                                                     | 4.234  | 26,88  | 1     |
| Forza Italia                                                                          | 2.725  | 18,33  | 3     |
| Alleanza Nazionale                                                                    | 932    | 6,27   | 1     |
| Unione di Centro                                                                      | 446    | 3,00   | -     |
| Roberto Rettondini                                                                    | 1.477  | 9,38   | 1     |
| Lega Nord                                                                             | 1.398  | 9,40   | 1     |
| Enrica Orlando                                                                        | 981    | 6,23   | 1     |
| Legnago Democratica (Rifondazione Comunista-Federazione dei Verdi-Comunisti Italiani) | 933    | 6,28   | -     |
| Dante Faccenda                                                                        | 298    | 1,89   | -     |
| Destra Veneta                                                                         | 262    | 1,76   | -     |
| Totale alle liste                                                                     | 14.866 | 100,00 | 18    |
| TOTALE                                                                                | 15.749 | 100,00 | 20    |

### Negrar
| Candidati e Liste     | Voti   | %      | Seggi |
| --------------------- | ------ | ------ | ----- |
| Alberto Mion          | 2.789  | 26,68  | -     |
| Insieme-Mion Sindaco  | 1.376  | 14,11  | 7     |
| Centro Sinistra Unito | 1.001  | 10,26  | 5     |
| Francesco Zantedeschi | 3.814  | 36,48  | 1     |
| Forza Italia          | 1.441  | 14,78  | 1     |
| Progetto Negrar       | 1.138  | 11,67  | 1     |
| Alleanza Nazionale    | 697    | 7,15   | 1     |
| Unione di Centro      | 403    | 4,13   | -     |
| Walter Idolazzi       | 1.320  | 12,63  | 1     |
| La Sorgente           | 1.254  | 12,86  | -     |
| Alberto Gagliardoni   | 937    | 8,96   | 1     |
| La Chiave             | 906    | 9,29   | -     |
| Angelina Boldo        | 851    | 8,14   | 1     |
| Aurora                | 838    | 8,59   | -     |
| Diego Zanotti         | 627    | 6,00   | 1     |
| Lega Nord             | 593    | 6,08   | -     |
| Daniela Marcolongo    | 116    | 1,11   | -     |
| Uniti per Negrar      | 105    | 1,08   | -     |
| Totale alle liste     | 9.752  | 100,00 | 15    |
| TOTALE                | 10.454 | 100,00 | 20    |

### San Bonifacio
| Candidati e Liste                                | Voti   | %      | Seggi |
| ------------------------------------------------ | ------ | ------ | ----- |
| Silvano Polo                                     | 3.243  | 29,31  | -     |
| Liga Veneta Repubblica                           | 1.738  | 17,76  | 9     |
| Città Viva                                       | 515    | 5,26   | 2     |
| Città Solidale                                   | 379    | 3,87   | 1     |
| Maria Mastella                                   | 3.142  | 28,40  | 1     |
| Lista Mastella                                   | 2.091  | 21,37  | 3     |
| Democratici Popolari                             | 873    | 8,92   | 1     |
| Antonio Casu                                     | 2.870  | 25,94  | 1     |
| Forza Italia                                     | 1.684  | 17,21  | 2     |
| Alleanza Nazionale                               | 555    | 5,67   | -     |
| Unione di Centro                                 | 299    | 3,06   | -     |
| Marco Andrioli                                   | 532    | 4,81   | -     |
| Vivere San Bonifacio                             | 490    | 5,01   | -     |
| Francesca Martini                                | 495    | 4,47   | -     |
| Lega Nord                                        | 460    | 4,70   | -     |
| Lino Corridola                                   | 365    | 3,30   | -     |
| Lista Di Pietro - Occhetto-Federazione dei Verdi | 333    | 3,40   | -     |
| Leonardo Dovigo                                  | 215    | 1,94   | 1     |
| Il Caffè                                         | 182    | 1,86   | -     |
| Anna Giovannoni                                  | 144    | 1,30   | 1     |
| Donne per San Bonifacio                          | 131    | 1,34   | -     |
| Enzo Bissa                                       | 59     | 0,53   | -     |
| Tradizione e Progresso                           | 55     | 0,56   | -     |
| Totale alle liste                                | 9.785  | 100,00 | 18    |
| TOTALE                                           | 11.065 | 100,00 | 20    |

### Villafranca di Verona
| Candidati e Liste        | Voti   | %      | Seggi |
| ------------------------ | ------ | ------ | ----- |
| Luciano Zanolli          | 5.960  | 31,13  | -     |
| Cittadini per Zanolli    | 1.990  | 11,68  | 4     |
| La Margherita            | 1.791  | 10,51  | 3     |
| Uniti per Villafranca    | 1.600  | 9,39   | 3     |
| Lucio Cordioli           | 5.402  | 28,21  | 1     |
| Forza Italia             | 3.371  | 19,79  | 2     |
| Al Centro il Cittadino   | 1.522  | 8,94   | 1     |
| Nicola Terilli           | 4.336  | 22,65  | 1     |
| Unione di Centro         | 2.157  | 12,66  | 1     |
| Frazioni e Villafranca   | 1.186  | 6,96   | 2     |
| Daniele Zorzi            | 1.726  | 9,01   | 1     |
| Lega Nord                | 1.581  | 9,28   | -     |
| Giorgio Cerioni          | 1.475  | 7,70   | 1     |
| Alleanza Nazionale       | 1.568  | 9,21   | -     |
| Michele Tota             | 248    | 1,30   | -     |
| Patto Segni-Scognamiglio | 267    | 1,57   | -     |
| Totale alle liste        | 17.033 | 100,00 | 16    |
| TOTALE                   | 19.147 | 100,00 | 20    |

## Vicenza

### Arzignano
| Candidati e Liste                   | Voti   | %      | Seggi |
| ----------------------------------- | ------ | ------ | ----- |
| Stefano Fracasso                    | 6.787  | 48,25  | -     |
| Uniti per Arzignano la Nostra Città | 2.726  | 20,98  | 6     |
| Patto per la Città                  | 1.984  | 15,27  | 4     |
| Nostra Arzignano                    | 1.334  | 10,26  | 2     |
| Francesco Mastrotto                 | 4.273  | 30,38  | 1     |
| Polo per Arzignano                  | 4.136  | 31,83  | 4     |
| Massimo Signorin                    | 2.419  | 17,20  | 1     |
| Lega Nord                           | 2.287  | 17,60  | 2     |
| Daniele Beschin                     | 327    | 2,32   | -     |
| Alternativa Sociale                 | 282    | 2,17   | -     |
| Claudio Nieddu                      | 259    | 1,84   | -     |
| Unione dei Cittadini Arzignanesi    | 247    | 1,90   | -     |
| Totale alle liste                   | 12.996 | 100,00 | 18    |
| TOTALE                              | 14.065 | 100,00 | 20    |

### Bassano del Grappa
| Candidati e Liste                                               | Voti   | %      | Seggi |
| --------------------------------------------------------------- | ------ | ------ | ----- |
| Giampaolo Bizzotto                                              | 11.614 | 46,15  | -     |
| Forza Italia                                                    | 7.767  | 34,43  | 14    |
| Alleanza Nazionale                                              | 2.374  | 10,52  | 4     |
| Maria Pia Mainardi                                              | 7.600  | 30,20  | 1     |
| Centrosinistra Unito per Bassano                                | 2.620  | 11,62  | 3     |
| Maria Pia Mainardi Sindaco per Bassano                          | 2.534  | 11,23  | 3     |
| Un'Altra Bassano (Rifondazione Comunista-Federazione dei Verdi) | 864    | 3,83   | 1     |
| Italia dei Valori                                               | 694    | 3,08   | -     |
| Liga Fronte Veneto                                              | 231    | 1,02   | -     |
| Dario Bernardi                                                  | 3.738  | 14,85  | 1     |
| Bassano Futura                                                  | 1.773  | 7,86   | 1     |
| Unione di Centro                                                | 1.562  | 6,92   | 1     |
| Fiorenzo Dalla Rosa                                             | 1.761  | 7,00   | 1     |
| Lega Nord                                                       | 1.717  | 7,61   | -     |
| Giovanni Caneva                                                 | 455    | 1,81   | -     |
| Comunisti Italiani                                              | 421    | 1,87   | -     |
| Totale alle liste                                               | 22.557 | 100,00 | 27    |
| TOTALE                                                          | 25.168 | 100,00 | 30    |

### Montecchio Maggiore
| Candidati e Liste                                               | Voti   | %      | Seggi |
| --------------------------------------------------------------- | ------ | ------ | ----- |
| Maurizio Scalabrin                                              | 4.400  | 34,27  | -     |
| Democratici di Sinistra                                         | 1.197  | 10,94  | 5     |
| La Margherita                                                   | 1.140  | 10,42  | 4     |
| Federazione dei Verdi-Comunisti Italiani-Rifondazione Comunista | 517    | 4,73   | 2     |
| Cittadini Attivi                                                | 407    | 3,72   | 1     |
| Lista Di Pietro - Occhetto                                      | 189    | 1,73   | -     |
| UDEUR                                                           | 87     | 0,80   | -     |
| Graziano Meneghini                                              | 4.182  | 35,57  | 1     |
| Forza Italia                                                    | 1.765  | 16,14  | 2     |
| Vivi Montecchio                                                 | 1.340  | 12,25  | 1     |
| Montecchio Città                                                | 713    | 6,52   | 1     |
| Alessandro Testolin                                             | 2.389  | 18,61  | 1     |
| Lega Nord                                                       | 1.693  | 15,48  | 1     |
| Civica San Marco                                                | 355    | 3,25   | -     |
| Romeo Aleardi                                                   | 1.869  | 14,56  | 1     |
| Con Aleardi per Montecchio                                      | 955    | 8,73   | -     |
| Unione di Centro-Ceccato Lista di Centro                        | 579    | 5,29   | -     |
| Totale alle liste                                               | 10.937 | 100,00 | 17    |
| TOTALE                                                          | 12.840 | 100,00 | 20    |

### Schio
| Candidati e Liste          | Voti   | %      | Seggi |
| -------------------------- | ------ | ------ | ----- |
| Luigi Dalla Via            | 11.418 | 49,67  | -     |
| La Margherita              | 3.609  | 17,36  | 7     |
| Democratici di Sinistra    | 2.866  | 13,79  | 6     |
| Per Schio                  | 1.572  | 7,56   | 3     |
| Federazione dei Verdi      | 1.280  | 6,16   | 2     |
| Comunisti Italiani         | 293    | 1,41   | -     |
| Lista Di Pietro - Occhetto | 188    | 0,90   | -     |
| UDEUR                      | 174    | 0,84   | -     |
| Antonio Maria Bonotto      | 3.465  | 15,07  | 1     |
| Forza Italia               | 3.361  | 16,17  | 3     |
| Giuseppe Prosdocimi        | 2.937  | 12,78  | 1     |
| Lega Nord                  | 2.850  | 13,71  | 3     |
| Antonio Cassuti            | 2.859  | 12,44  | 1     |
| Per Schio Città d'Europa   | 851    | 4,09   | 1     |
| Alleanza Nazionale         | 774    | 3,72   | 1     |
| Unione di Centro           | 497    | 2,39   | -     |
| Vivi il Tretto in Schio    | 317    | 1,53   | -     |
| Francesco Dalla Vecchia    | 1.147  | 4,99   | 1     |
| Schio Insieme              | 1.085  | 5,22   | -     |
| Ezio Simini                | 821    | 3,57   | -     |
| Rifondazione Comunista     | 665    | 3,20   | -     |
| Sinistra Verde             | 70     | 0,34   | -     |
| Bortolino Bobo Sartore     | 341    | 1,48   | -     |
| Liga Fronte Veneto         | 332    | 1,60   | -     |
| Totale alle liste          | 20.784 | 100,00 | 26    |
| TOTALE                     | 22.988 | 100,00 | 30    |

### Valdagno
| Candidati e Liste        | Voti   | %       | Seggi |
| ------------------------ | ------ | ------- | ----- |
| Alberto Neri             | 8.497  | 49,66   | -     |
| Scegli Valdagno          | 4.385  | 30,88   | 8     |
| Lista Civica Valdagno    | 2.429  | 17,11   | 4     |
| Carlo Fongaro            | 4.980  | 29,11   | 1     |
| Lega Nord                | 2.152  | 15,16   | 2     |
| Sviluppo Valdagno        | 1.166  | 8,21    | 1     |
| Novale C'è               | 791    | 5,57    | 1     |
| Stefano Dall'Ara         | 1.742  | 10,18   | 1     |
| Unione di Centro         | 1.530  | 10,78   | 1     |
| Marina Mantovani Tumaini | 1.328  | 7,76    | 1     |
| Forza Italia             | 809    | 5,70    | -     |
| Alleanza Nazionale       | 422    | 2,97    |       |
| Bruno Cardini            | 419    | 2,45    | -     |
| Valdagno Libera          | 390    | 2,75    | -     |
| Salvatore Messina        | 144    | 0,84    | -     |
| No Privilegi Politici    | 124    | 0,87    | -     |
| Totale alle liste        | 14.198 | 100,00  | 17    |
| TOTALE                   | 17.110 | 1,00,00 | 20    |